# Aksel Sørensen
Aksel Sørensen (Vig, 1891. október 5. – Roskilde, 1955. május 15.) olimpiai ezüstérmes dán tornász.
Az 1912. évi nyári olimpiai játékokon indult tornában és a svéd rendszerű csapat összetettben ezüstérmes lett.
Klubcsapata a Skytterforeningernes Hold volt.